# 杰弗里·朗
杰弗里·朗（英語：Jeffrey Long；1954年—）是一位美国作家和研究濒死体验现象的学者。他毕业于艾奥瓦大学医学院，目前在肯塔基州的一家医院从事放射肿瘤学的临床工作。朗是《来世的证据：濒死体验科学》一书的作者，该书曾登上《纽约时报》畅销书榜。1998年，他创建濒死体验研究基金会，专注于濒死体验的记录和研究。